# Idreno Utimperghe
Idreno Marco Benedetto Utimpergher, italianizzato in Utimperghe (Empoli, 9 dicembre 1901 – Dongo, 28 aprile 1945), è stato un sindacalista, attivista, militare e giornalista italiano, uno dei gerarchi del fascismo fucilati dai partigiani nei giorni della Liberazione.

## Biografia
Empolese, figlio del vetraio e commerciante di lontana origine austriaca Giovanni Utimpergher (n. 1876), trasferitosi da Murano, e Drusola Dicomani (n. 1881), aveva quattro fratelli e sorelle minori: Amelia, Italico, Arturo e Minnie. Nel dicembre 1940 il padre Giovanni avviò le necessarie pratiche per l'italianizzazione del nome da Utimpergher a Utimperghe: il cambiamento avvenne effettivamente, con Decreto Reale, il 4 giugno 1942. Il fratello Italico Utimpergher (Empoli, 11 settembre 1905) fu calciatore nell'Empoli Football Club, le due sorelle maestre di scuola.
Il ventenne Idreno Utimpergher partecipò alla Marcia su Roma ed il fascismo lo affascinò definitivamente. Divenne attivista e sindacalista per il Partito Nazionale Fascista empolese, agendo in particolare nel settore giovanile e in quello del dopolavoro, iniziando anche a scrivere articoli.
Successivamente, nominato segretario della Corporazione dei Lavoratori dell'Industria, svolse questa attività per circa un ventennio, a Vercelli, Mantova, Udine, Palermo, Taranto e Trieste. Qui, nel 1943, all'annuncio della liberazione di Benito Mussolini dal Gran Sasso, riaprì la locale federazione fascista per conto del neonato Partito Fascista Repubblicano, e diresse brevemente il quotidiano Il Piccolo. Assieme ad alcuni triestini, spostandosi in corriera da una città all'altra, prese a riaprire, spesso usando la forza, le sedi fasciste chiuse delle città venete di Venezia, Rovigo, Padova, Treviso e Belluno, trasformandole in sedi del PFR.
Nel giugno 1944, in attività a Maderno (Brescia), Utimperghe si trovò ad accompagnare Alessandro Pavolini in un viaggio in Italia centrale, dove i focolai della RSI erano più in disfacimento. Su proposta di Pavolini, Utimperghe, suo uomo di fiducia, si fermò a Lucca, e ne divenne federale, comandando la XXXVI Brigata Nera "Benito Mussolini", ideata sempre da Pavolini e composta da oltre 200 uomini, che lo stesso Utimperghe aveva contribuito a chiamare a raccolta con un proclama; in seguito rinominata "Natale Piagentini", dal nome del suo primo milite caduto, la Brigata, stanziata nel territorio della Garfagnana, divenne famigerata per numerosi atti di repressione, distruzione, tortura e morte, anche per rappresaglia.
Utimperghe cercò di costruire un governo, si autonominò comandante militare della Provincia e nominò dei commissari prefettizi, ma i partigiani incalzavano, e la Brigata dovette arretrare verso nord; per un periodo ebbe base a Pinerolo, e riuscì ad agire su parte del territorio piemontese, ma con l'ulteriore arretrare del fronte dovette puntare su Milano, seguendo l'ordine di Pavolini per il concentramento finale delle forze fasciste. La "Piagentini" risultò essere una dei pochi contingenti fascisti che riuscirono ad arrivare nel capoluogo lombardo.
Causa morti e defezioni, la "Piagentini" inevitabilmente si sfaldò, e a Utimperghe e Pavolini non rimase che unirsi alla colonna di veicoli che accompagnava Benito Mussolini in fuga verso la Valtellina. Utimperghe era nella vettura di testa, un mezzo della sua Brigata "Piagentini", quando all'alba del 27 aprile 1945 la colonna venne fermata da un posto di blocco di un gruppo di partigiani a Musso, sul Lago di Como; dopo una breve sparatoria, i mezzi vennero scortati a Dongo, e qui i passeggeri vennero identificati. Passata una notte di prigionia a Palazzo Manzi, sede del locale Consiglio Comunale, la mattina del 28 Utimperghe venne portato nel comune montano di Germasino; ridiscese a Dongo nel pomeriggio, per essere portato a ridosso di una ringhiera sul lungolago, fatto girare di schiena e passato per le armi assieme a 14 noti passeggeri della colonna di automezzi, fra cui Alessandro Pavolini. I cadaveri vennero poi portati a Milano, ed esposti a pubblico ludibrio a Piazzale Loreto, assieme a quelli di Mussolini e dell’amante Clarice Petacci, detta Claretta, uccisi sempre il 28 aprile, prima e in un altro luogo, si dice con una mitragliatrice requisita proprio a Utimperghe. Idreno Utimperghe era celibe e senza figli.
Venne sepolto assieme ad altri gerarchi nel Campo 16 del Cimitero Maggiore di Milano, lui nella tomba 14, lasciata senza nome; in seguito a successiva esumazione i suoi resti si trovano al Riparto 62 del medesimo cimitero, tumulati nella celletta 1778.